# Schmidt Nunataks
Schmidt Nunataks är nunataker i Antarktis. De ligger i Östantarktis. Australien gör anspråk på området.